# Трокки, Александр
Александр Трокки (англ. Alexander Whitelaw Robertson Trocchi, 30 июля 1925, Глазго — 15 апреля 1984, Лондон) — шотландский писатель.

## Начало карьеры
Александр Трокки родился в Глазго в семье шотландки и итальянца. После работы моряком в мурманских конвоях учился в Университете Глазго. По выпуску получил грант для путешествий, что дало ему возможность переехать в континентальную Европу. В начале 1950-х годов жил в Париже, работал редактором в литературном журнале «Мерлин», который, среди прочих, публиковал произведения Генри Миллера, Сэмюэла Беккета, Кристофера Лога и Пабло Неруды. Хотя и не публиковался в «Мерлине», американский писатель Терри Саузерн, проживавший в Париже в течение 1948—1952 годов, стал близким другом Трокки и его коллеги Ричарда Сивера; все трое вместе были редакторами антологии «Писатели бунтуют» (1962). Хотя «Мерлин» стал определённым соперником «The Paris Review», Джордж Плимптон также работал в ряду редакторов журнала. Сам Трокки заявлял, что журнал перестал издаваться, когда Государственный департамент США отменил свои многочисленные подписки в знак протеста против статьи Жана-Поля Сартра, в которой последний восхвалял гомоэротизм Жана Жене.
Морис Жиродья опубликовал большую часть романов Трокки в издательстве «Олимпия Пресс», часто те были написаны под псевдонимами, например, Францес Ленгель и Карменсита де ля Луна.
Жиродья также опубликовал роман «Моя жизнь и любовь: пятый том», цель которого была осветить автобиографию ирландско-американского писателя Фрэнка Гарриса. Впрочем, несмотря на автобиографический материал самого Гарриса, книга подверглась значительной редактуре и переписыванию со стороны Трокки.
Морис Жиродья поручил Трокки, как и его друзьям и сотрудникам «Мерлина» — Кристоферу Логу, Джону Стивенсону и Джорджу Плимптону, писать на эротические темы. Под псевдонимом Францес Ленгель, Трокки «наштамповал» многочисленные порнографические книги, в частности классические «Хелен и желания» (1954) и грязную версию его собственной книги «Молодой Адам» (1954). Трокки вместе с друзьями также опубликовали впервые на английском языке «Войну и память» Сэмюэля Бекетта и «Журнал вора» Жана Жене.

## Наркозависимость
В Париже Трокки обрёл свою пожизненную зависимость от героина. Впоследствии он переехал в США и какое-то время жил в Таосе (штат Нью-Мексико) перед тем, как осесть в Нью-Йорке, где Александер работал на камнеперевозном плашкоуте на реке Хадсон. Хроники этого времени освещены в романе «Книга Каина», который на тот момент стал определённой сенсацией из-за своего откровенно исследовательского характера освещения героиновой наркозависимости и описания полового сношения и употребления наркотиков, что в конечном итоге привело к запрету книги в Британии, где произведение стало темой судебного дела о стыде. Впрочем, в Америке книга получила одобрительные отзывы.
Таким образом, Трокки упал в дебри героиновой зависимости; у писателя даже провалилась попытка устроить вечеринку в честь выхода «Книги Каина». Его жена Лин занималась проституцией на улицах Нижнего Ист-Сайда. Александр Трокки на камеру вколол себе наркотик в эфире теледебатов на тему злоупотребления наркотическими веществами, несмотря на то, что сам в то время находился под залогом. Писатель был обвинён в продаже героина несовершеннолетним, за что в то время предполагалось смертная казнь. Тюремного срока, похоже, было никак не избежать, однако с помощью своих друзей (в том числе Нормана Мейлера) Трокки незаконно пересёк канадско-американскую границу, где в Монреале получил статус беженца с помощью поэта Ирвинга Лейтона, а также встретил Леонарда Коэна. Его жену Лин арестовали, а сына Марка задержали, однако тот впоследствии присоединился к отцу в Лондоне.

## Последующие годы
В конце 1950-х годов Трокки проживал в Венисе (штат Калифорния), тогдашнем центре битницкой сцены южной Калифорнии. В октябре 1955 года писатель стал членом Леттристского Интернационала и международной организации ситуационистов. Его текст «Невидимое восстание миллиона умов» был опубликован в шотландском журнале «Нью Сетайр» в 1962 году, а затем под названием «Technique du Coup du Monde» в восьмом номере журнала «Internationale Situationniste». Текст освещал идею международного «спонтанного университета» как культурного движителя и наметил начало его движения к проекту сигма, что играл формирующую роль в британском андеграунде. Трокки вышел из международной организации ситуационистов в 1964 году.
Трокки присутствовал на Эдинбургском фестивале писателей в 1962 году, где он назвал содомию основой своей писательской деятельности. В течение фестиваля Хью Макдиармид обозвал его «космополитической сволочью». Впрочем, хотя этот случай и хорошо известен, редко отмечается, что оба мужчины затем беседовали, а потому подружились. Вскоре Трокки переехал в Лондон, где остался жить до конца своей жизни.
Тогда писатель начал писать новый роман «Длинную книгу», который так и не завершил. Его одиночные работы, написанные в 1960-х, собраны в сборнике «Портфолио Сигма». Писатель продолжал писать, однако редко издавал свои произведения. Впоследствии автор открыл маленький книжный магазин вблизи своего дома в Кенсингтоне. В Ноттинг-Хилле его знали по прозвищу «Шотландский Алек».
В 1960-х годах Трокки жил в Обсерваторских садах (округ Кенсингтон, Лондон) на двух верхних этажах шестиэтажного ряда домов. У писателя было двое сыновей: Марк Александр Трокки и Николас. Старший сын, Марк, умер от рака в 1976 году в 19-летнем возрасте, вскоре после того, как американская жена Александра Лин умерла от осложнений гепатита.
15 апреля 1984 года в Лондоне Александр Трокки умер от воспаления лёгких.
Последней трагедией стало самоубийство его младшего сына, Николаса, который через несколько лет после смерти отца вернулся в семейный дом в Лондоне и прыгнул с верхнего этажа пятиэтажного дома. Когда в 1980-х годах ряд домов обновляли до апартаментов класса люкс, номер на доме Александра Трокки был снят.

## Признание
Заинтересованность в Александре Трокки и его роли в авангардных движениях середины XX века начала расти сразу после его смерти. «Edinburgh Review» опубликовал «Число Трокки», а вскоре была опубликована его биография «Творения чудовища» авторства Эндрю Мюррея Скотта, который был знакомым Трокки в течение четырёх лет в Лондоне, а затем создал антологию «Невидимое восстание миллиона умов» в 1991 году также для «Полигона». Эти работы стали влиятельными инструментами для обращения к фигуре Александра Трокки общественного внимания. Скотт помог «Эстейт» в попытке получения контроля над материалами Трокки и получения лицензии на новые издания в Великобритании, Соединённых Штатах и на Дальнем Востоке, а также в объединении и аннотировании всех оставшихся рукописей и документов, находившихся в собственности «Эстейт».
В течение 1990-х годов разные американские и шотландские издатели (прежде всего — «Rebel Inc.») переиздали романы, первоначально написанные под псевдонимом в «Олимпия Пресс», а также издали ретроспективу его статей для «Мерлина» и других журналов. «Жизнь кусочками» (1997) была издана в ответ на рост заинтересованности к жизни и творчеству автора со стороны младшего поколения. Ранний роман писателя «Молодой Адам» был экранизирован в 2003 году с Юэном Макгрегором и Тильдой Суинтон в главных ролях после нескольких лет споров по поводу финансирования этого кинофильма.
«Грязная любовь» (2005) Стюарта Хоума представляет длительное «фракционное» размышление над послелитературным периодом карьеры Трокки в Ноттинг-Хилле. В 2009 году «Oneworld Publications» переиздало «Человека на досуге» в полном объёме с оригинальным вступлением Уильяма Берроуза, а в 2011 году «Oneworld Publications» также переиздало «Книгу Каина» с предисловием Тома Маккарти.

### Романы
- Хелен и желания (1954)
- Любовные дни Хелены Сеферис (1954)
- Белые бёдра (1955)
- Школа для жён (1955) (под псевдонимом Францес Ленгель)[13][14]
- Ремни (1955)
- «Молодой Адам[англ.]» (1954)
- Моя жизнь и любовь[англ.]: том пятый (1954)
- Сапфо из Лесбоса (1960)
- Школа для греха (1960)
- Книга Каина[англ.] (1960)[6]

### Поэзия
- Человек на досуге (1972)

### Сборники
- Скотт, Эндрю Мюррей, редактор. Невидимое восстание миллиона умов: читатель Трокки, (1991)
- Сивер, Ричард, Терри Саусерн и Александер Трокки (редакторы). Писатели бунтуют: антология (1962)

### Биографии
- Скотт, Эндрю Мюррей. Александр Трокки: создание чудовища (1992), 2-е издание опубликовано в 2012 году (Кеннеди и Бойд)
- Бовд, Гевин. Аутсайдеры: Александр Трокки и Кеннет Уайт (1998)
- Кэмпбелл, Аллан и Тим Ниэл (редакторы). Жизнь кусочками: рефлексии про Александра Трокки
- Слейтер, Говард. «Александр Трокки и проект „Сигма“» (1989)

### Про «Мерлин» и Париж
- Кэмпбелл, Джеймс. Изгнанные в Париж: Ричард Райт, Лолита, Борис Виан и другие на левом берегу (1994)
- Скотт, Эндрю Мюррей. Трокки и Макдиармид, там где встречаются экстремисты, журнал «Чепмен», № 83, 2003.
- Гилл, Ли. Большой паренёк: жизнь и творчество Терри Саузерна, (Блумсберри, 2001)